# Datoliet

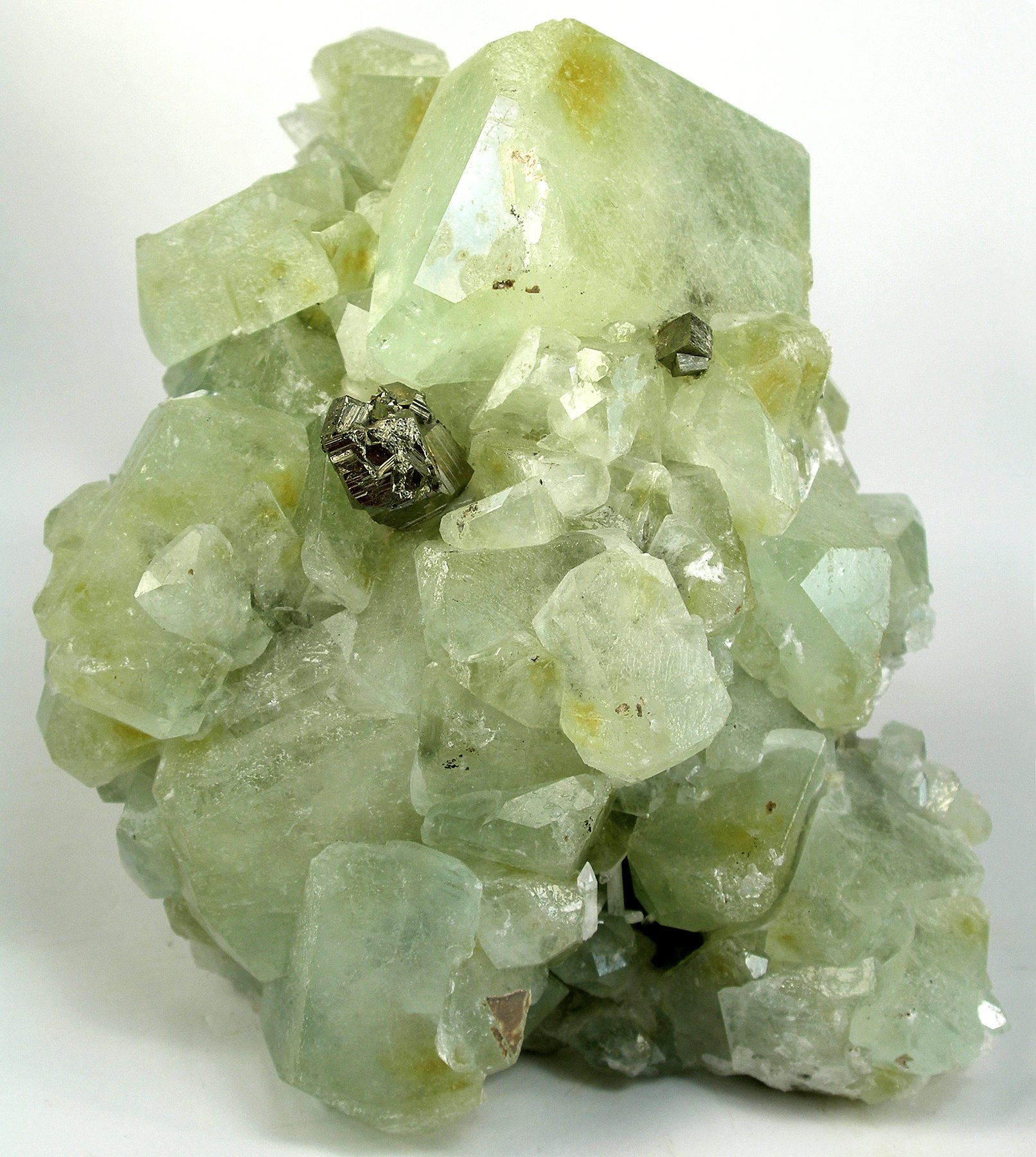
Datoliet

Het mineraal datoliet is een boor-houdend calcium-silicaat met de chemische formule CaB(SiO4)(OH). Het mineraal behoort tot de nesosilicaten.

## Eigenschappen
Het doorzichtig tot doorschijnend kleurloze, witte, gele, lichtgroene of bruine datoliet heeft een glasglans, een witte streepkleur en het mineraal kent geen splijting. Datoliet heeft een gemiddelde dichtheid van 2,9 en de hardheid is 5,5. Het kristalstelsel is monoklien en het mineraal is niet radioactief.

## Naamgeving
De naam van het mineraal datoliet is afgeleid van het Griekse woord dateisthai, dat "scheiden" betekent. Het is zo genoemd omdat aggregaten van datoliet makkelijk verkruimelen.

## Voorkomen
Datoliet is een secundair mineraal in mafische stollingsgesteenten. De typelocatie is een diabaas uit het dal van de Connecticut rivier in de Verenigde Staten.